# 우라도촌
우라도촌(일본어: 浦戸村)은 일본 고치현 아가와군에 설치된 촌이다.현재의 고치시 우라도에 해당되며 우편번호는 781-0262이다.2020년 5월 1일 기준으로 839명이다.

## 참고 문헌
- 角川日本地名大辞典編纂委員会,『角川日本地名大辞典 39 高知県』1983, 角川書店